# Solo Concert at Haverford
Solo Concert at Haverford — концертный альбом британо-американской джазовой пианистки Мэриэн Макпартлэнд, записанный 12 апреля 1974 года во время её сольного выступления в Хаверфордском колледже. Он был выпущен позже в том же году на лейбле Halcyon Records.

## Отзывы критиков
| Оценки критиков                     | Оценки критиков |
| Источник                            | Оценка          |
| ----------------------------------- | --------------- |
| AllMusic                            | [ 2 ]           |
| The Encyclopedia of Popular Music   | [ 3 ]           |
| The Rolling Stone Jazz Record Guide | [ 4 ]           |

Крис Альбертсон в обзоре Stereo Review написал: «Этот альбом доставляет удовольствие от начала до конца и не оставляет сомнений в значительных композиторских и пианистических талантах этой леди — талантах, которые, если бы их так печально не упускали из виду, были бы представлены на крупном лейбле. Изобретательная, технически подкованная и очень лиричная Мэриэн Макпартлэнд приглашает нас в восхитительное путешествие по старому и новому. В её исполнении великолепно переплетаются стандарт Харбаха и Керна 1933 года „Yesterdays“ и „Yesterday“ The Beatles, а также восьмиминутное попурри Гершвина из четырех мелодий, но больше всего мне нравится „Afterglow“, композиция необычайной красоты, сыгранная с характерной для неё чувствительностью».
Скотт Яноу в рецензии для AllMusic отметил, чтот это ненавязчивый сет в стиле «лёгкая музыка» достаточно приятен и рекомендуется поклонникам Макпартлэнд.

## Список композиций
1. «Haverford Blues» (Мэриэн Макпартлэнд) — 4:06
2. Medley: «Yesterdays / Yesterday» (Джером Керн, Отто Харбах / Джон Леннон, Пол Маккартни) — 6:12
3. «Send In the Clowns» (Стивен Сондхайм) —
4. «Pick Yourself Up» (Дороти Филдс, Джером Керн) — 3:28
5. «I’ll Be Around» (Алек Уайлдер) — 3:40
6. «You Turned the Tables on Me» (Луис Олтер, Сидни Митчелл) — 3:21
7. «Killing Me Softly» (Чарльз Фокс, Норман Гимбел) — 4:18
8. Medley: «A Foggy Day / How Long Has This Been Going On? / I Loves You Porgy / Fascinatin’ Rhythm» (Джордж Гершвин, Айра Гершвин, Дюбоз Хейуорд) — 6:12
9. «Afterglow» (Мэриэн Макпартлэнд) — 6:00

## Участники записи
- Мэриан Макпартлэнд — фортепиано
- Линк Миллиман — бас
- Джо Скариза — запись, сведение
- Стив Курецко — звукоинженер
- Гилберт Конг — мастеринг

Все данные взяты из примечаний к альбому.